# Лемма Фаркаша
Лемма Фаркаша —  утверждение о свойствах линейных неравенств.
Была сформулирована и доказана Дьюлой Фаркашем в 1902 году.
Применяется в геометрическом программировании.

## Формулировка
Пусть {\displaystyle f_{1}(x),f_{2}(x),...,f_{r}(x)} и {\displaystyle g(x)} — однородные линейные функции {\displaystyle m} вещественных переменных {\displaystyle x_{1},x_{2},...,x_{m}}.
Предположим, что соотношения {\displaystyle f_{1}(x)\geqslant 0,f_{2}(x)\geqslant 0,...,f_{r}(x)\geqslant 0} влекут за собой неравенство {\displaystyle g(x)\geqslant 0}.
Тогда существуют неотрицательные постоянные {\displaystyle y_{1},y_{2},...,y_{r}}, для которых выполняется тождество
{\displaystyle y_{1}f_{1}(x)+y_{2}f_{2}(x)+...+y_{r}f_{r}(x)\equiv g(x).}

### Замечания
Доказательство приводится в книге .

## Эквивалентные формулировки
Далее под {\displaystyle \mathbf {x} >0} будем подразумевать, что каждая компонента вектора положительна; аналогично определяются другие неравенства.

### Формулировка Гейла, Куна и Таккера
Пусть {\displaystyle \mathbf {A} \in \mathbb {R} ^{m\times n},\mathbf {x} \in \mathbb {R} ^{m}}. Тогда либо существует вектор {\displaystyle \mathbf {x} \in \mathbb {R} ^{n}} такой, что {\displaystyle \mathbf {A} \mathbf {x} =\mathbf {b} } и {\displaystyle x\geqslant 0}, либо существует вектор {\displaystyle \mathbf {y} \in \mathbb {R} ^{m}} такой, что {\displaystyle \mathbf {A} ^{\mathrm {T} }\mathbf {y} \geqslant 0} и {\displaystyle \mathbf {b} ^{\mathrm {T} }\mathbf {y} <0}.
В этой формулировке столбцы матрицы {\displaystyle \mathbf {A} } играют роль линейных функций {\displaystyle f_{i}(x)}, столбец {\displaystyle \mathbf {b} } играет роль функции {\displaystyle g(x)}, вектор {\displaystyle \mathbf {x} } содержит коэффициенты, аналогичные {\displaystyle y_{1},y_{2},...,y_{r}}. Существование вектора {\displaystyle \mathbf {y} } означает, что из исходных неравенств не следует {\displaystyle g(x)\geqslant 0}.

### Геометрический смысл
Пусть {\displaystyle C(\mathbf {A} )} — выпуклый конус, порождённый столбцами матрицы {\displaystyle \mathbf {A} }. Его можно описать как множество {\displaystyle \{\mathbf {A} \mathbf {x} \mid \mathbf {x} \geqslant 0\}}. Тогда формулировку Гейла-Куна-Таккера можно переформулировать так: либо вектор {\displaystyle \mathbf {b} } лежит в конусе {\displaystyle C(\mathbf {A} )}, либо есть гиперплоскость (ортогональная вектору {\displaystyle \mathbf {y} }), разделяющая конус {\displaystyle C(\mathbf {A} )} и вектор {\displaystyle \mathbf {b} }.

### Теорема Гордана
В 1873 году П. Гордан опубликовал теорему, эквивалентную открытой позднее, но более известной лемме Фаркаша. 
В современных терминах она звучит так: либо существует решение {\displaystyle \mathbf {x} } неравенства {\displaystyle \mathbf {A} \mathbf {x} <0}, либо существует ненулевое решение {\displaystyle \mathbf {y} } уравнения {\displaystyle \mathbf {A} ^{\mathrm {T} }\mathbf {y} =0} такое, что {\displaystyle \mathbf {y} \geqslant 0}.
Иными словами, либо конус, задаваемый столбцами {\displaystyle \mathbf {A} }, острый и существует опорная гиперплоскость, либо он не острый и существует нетривиальная выпуклая комбинация определяющих его векторов, равная нулю.